# Oljokminsk
Oljokminsk (rusky Олёкминск, jakutsky Өлүөхүмэ) je město v Saše v Ruské federaci. Při sčítání lidu v roce 2010 mělo bezmála deset tisíc obyvatel.

## Poloha
Oljokminsk leží na levém břehu Leny několik kilometrů nad ústím jejího pravého přítoku Oljokmy. Od Jakutsku, hlavního města republiky, je vzdálen 650 kilometrů na jihozápad.

## Dějiny
Oljokminsk založili v roce 1632 jako pevnůstku (ostrog) kozáci pod vedením Pjotra Ivanoviče Beketova, původně přímo naproti ústí Oljokmy, později se přesunul proti proudu na místo méně vystavené povodním. Díky své poloze na křižovatce plavebních cest po Leně a Oljokmě byl důležitým střediskem obchodu i další ruské expanze směrem k Amuru. V roce 1783 se stal městem, v roce 1897 už měl 120 domů, 26 jurt, nemocnici a tři školy, z toho jednu církevní.

### Rodáci
- Vladimir Anatoljevič Jakovlev (*1944), politik